# Čindo

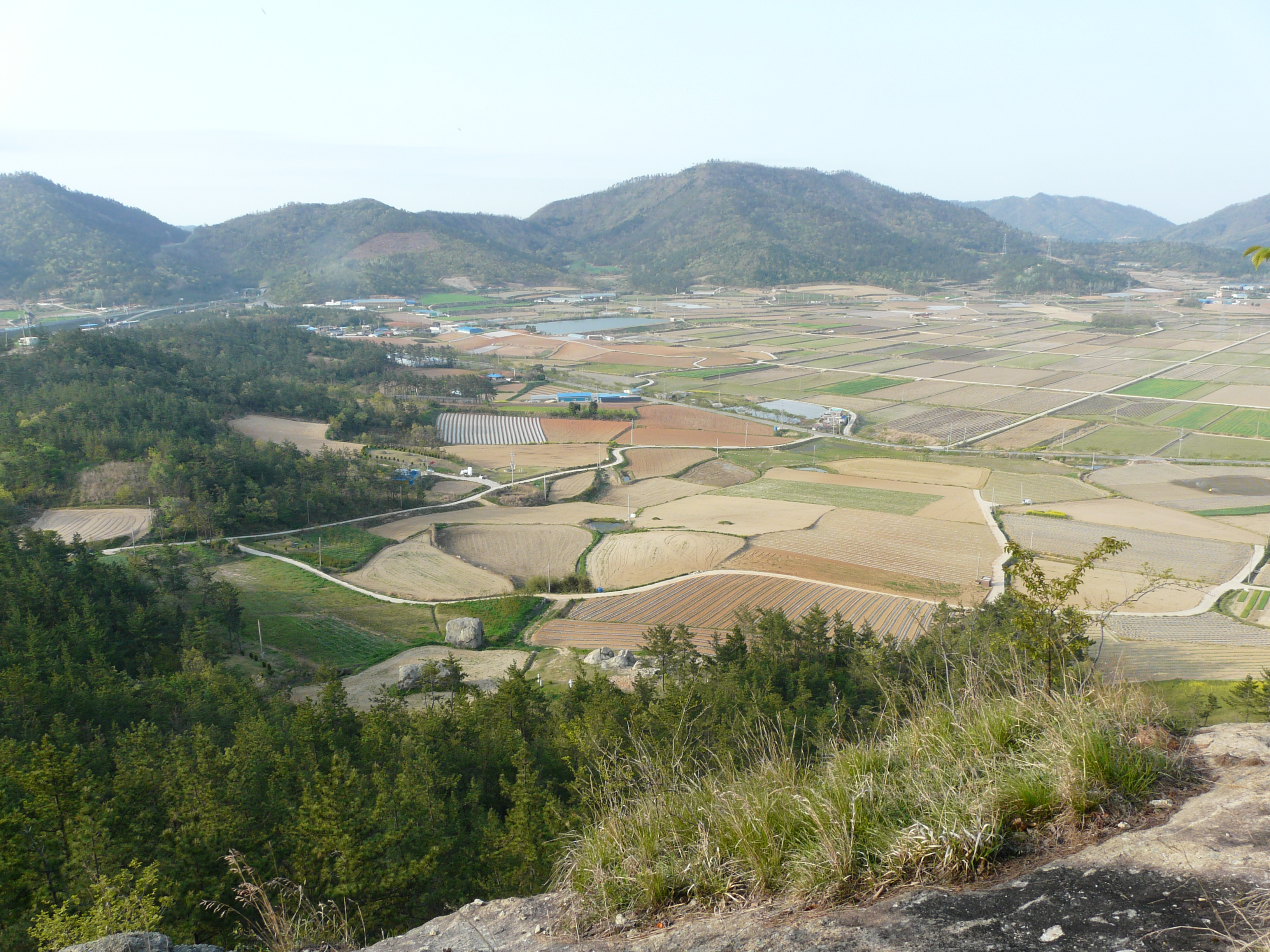
Ostrov Čindo

Čindo (korejsky 진도) je ostrov ležící u jihozápadního konce Korejského poloostrova. Patří do provincie Jižní Čolla v Jižní Koreji a spolu s řadou menších ostrovů tvoří okres Čindo. Ostrov je od pevniny oddělen průlivem Mjeongnjang, který je od roku 1984 s pevninou spojen nejdelším dvojitým zavěšeným mostem v Jižní Koreji s délkou rozpětí 484 metrů. Právě zde admirál I Sun-sin v roce 1597 zvítězil v bitvě u Mjeongnjangu, když porazil mnohem početnější japonské loďstvo.
Každý rok, v proměnlivý den na jaře nebo v létě, se díky přílivovým aktivitám vytvoří úzký suchý přechod (přibližně 2,9 km dlouhý a až 40 metrů široký) mezi hlavním ostrovem Čindo a menším ostrovem Modo. Tato událost přitahuje stovky tisíc turistů a je doprovázena místními festivaly.
Z ostrova pochází plemeno psa nazývané Korejský čindo.

## Historie

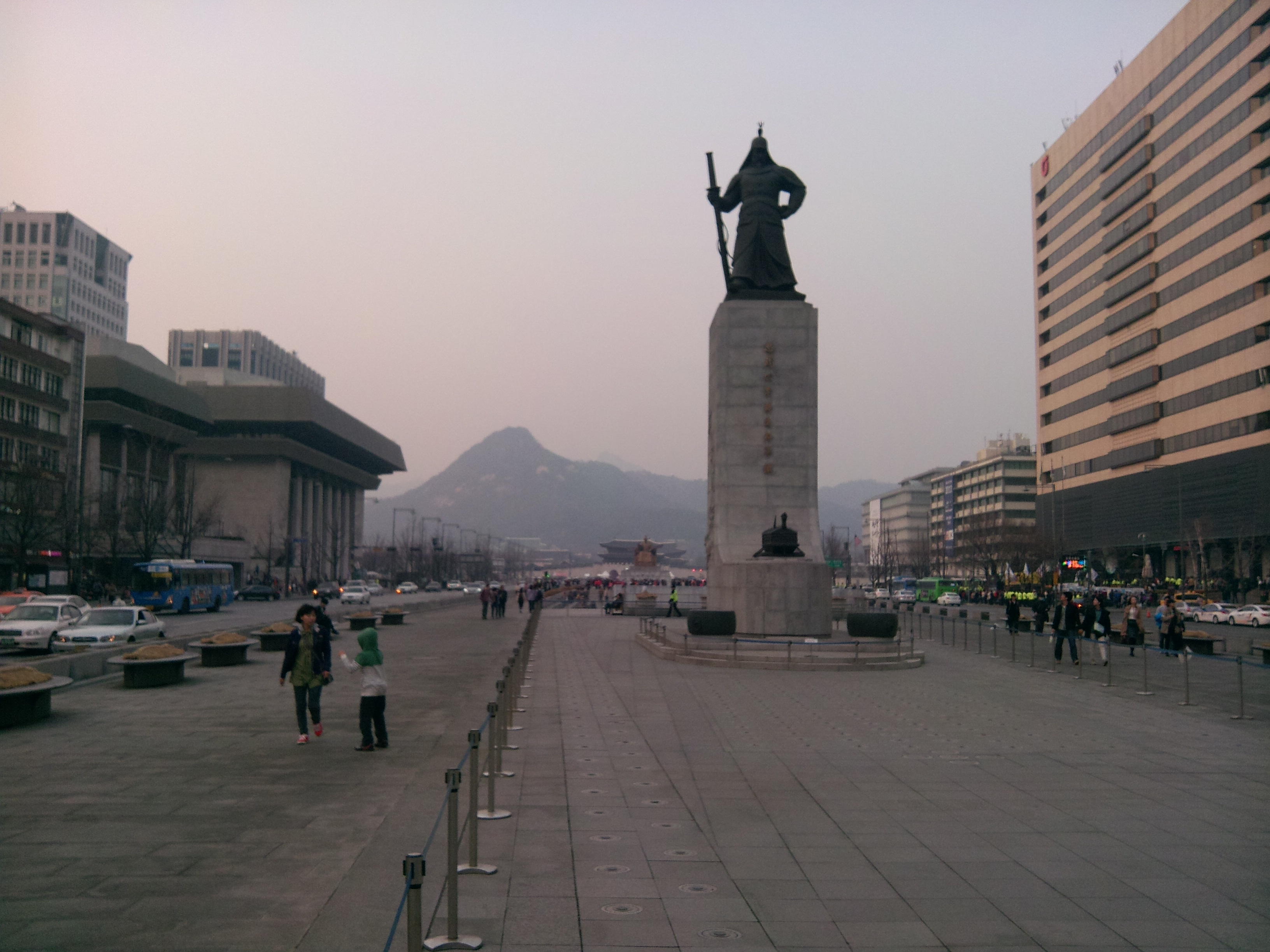
Socha admirála I Sun-sina v centru města Soul

Ostrov byl známý a osídlený již v pravěku. V roce 995 byl nazýván Haejangdo a později přejmenován na okres Okju, který se stal jedním ze 14 korejských států. V roce 1001 byl název Okju změněn na Čindo. Během mongolských invazí do Koreje v letech 1231–1270 sloužil ostrov jako útočiště pro síly povstání Sambjeolčho. V roce 1271 však Mongolové ostrov dobyli a všechna osídlení odstranili. Po mongolské invazi se navrátivší obyvatelstvo potýkalo s neustálou hrozbou japonských pirátů, což vedlo k téměř úplnému opuštění ostrova během 14. století.
Dne 16. září 1597, během Imdžinské války, dosáhl korejský admirál I Sun-sin rozhodujícího vítězství v bitvě u Mjeongnjangu, která se odehrála v průlivu Mjeongnjang. S pouhými 13 panokseony (korejskými válečnými loděmi) a přibližně 200 muži porazil japonskou flotilu, která čítala 133 válečných lodí a 200 podpůrných plavidel. V době I Sun-sina byl průliv také známý jako „Uldolmok“ nebo „Hřmící kanál“, pravděpodobně díky silným přílivovým proudům, které byly obzvláště hlučné na jaře.

## Most Čindo

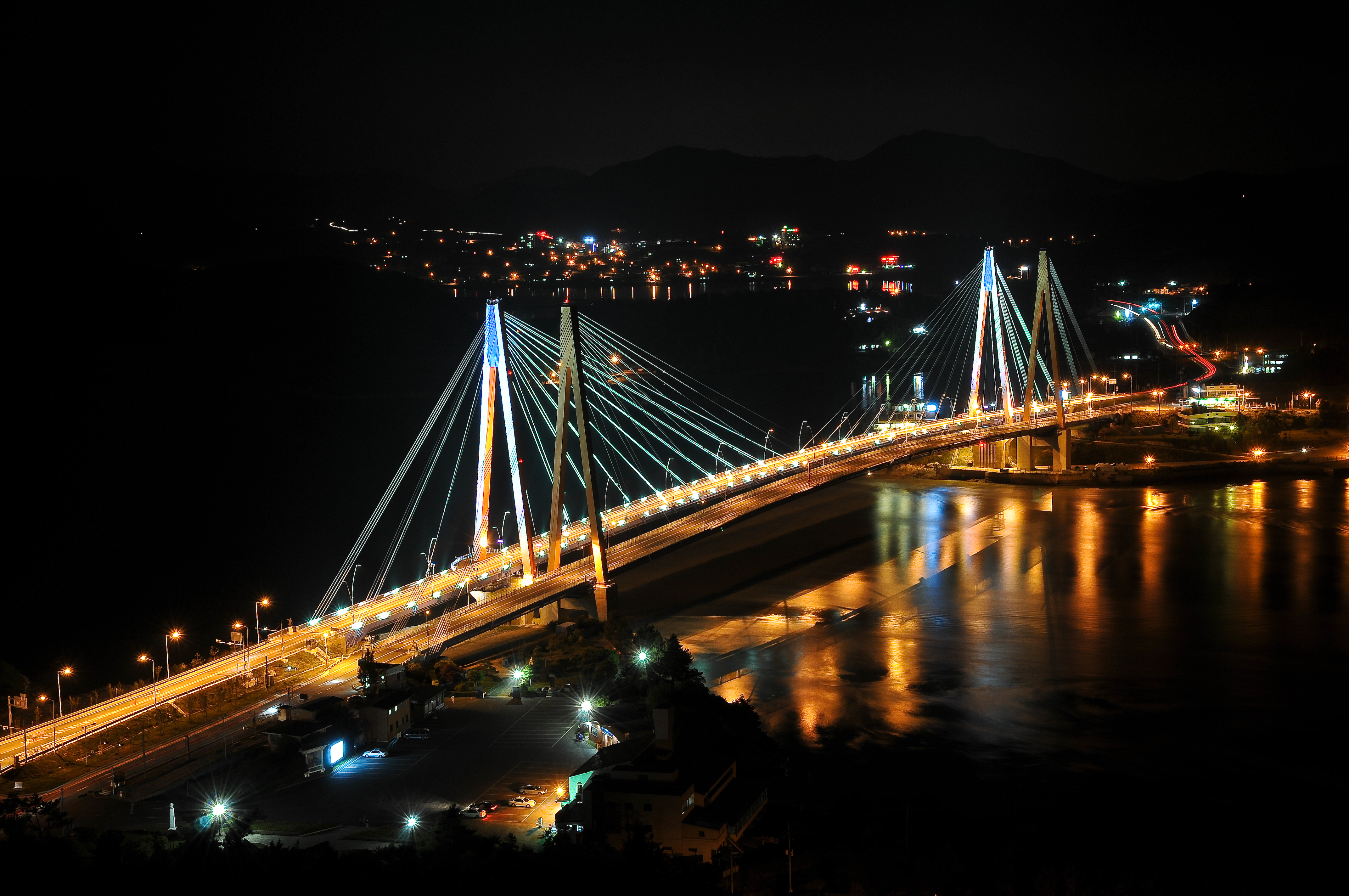
Most Čindo

Dvojice mostů s velmi podobným designem spojují ostrov Čindo s pevninou a jejich tvar je zobrazen v logu okresu Čindo. První most byl otevřen 18. října 1984. Má hlavní rozpětí 344 metrů a dvě boční rozpětí po 70 metrech, což dohromady činí délku 484 metrů. Šířka mostu je pouze 11,7 metru. V době svého otevření byl nejdelším a nejužším zavěšeným mostem na světě. Pod mostem se nachází průjezd o délce 200 metrů, který umožňuje plavbu větším lodím s výškou do 20 metrů.
Zvýšený místní provoz vedl vládu k postavení druhého mostu v roce 2005. Tento most má stejnou délku, ale je širší, s šířkou 12,5 m.

## Turistické aktivity
Korejský pes Čindo, středně velké plemeno loveckého psa, pochází z tohoto ostrova. V Koreji je známý svou silnou loajalitou a loveckými schopnosti. Je symbolem Jižní Koreje a od roku 1962 je zanesen na seznam národních pokladů a

Korejský pes Čindo

Na ostrově se přibližně dvakrát ročně, kolem dubna až června, na jednu hodinu otevře suchý přechod mezi ostrovem Čindu a malým ostrovem Modo na jihu. Dlouho byl oslavován na místním festivalu nazývaném „Čindoská mořská cesta“, ale byl široce neznámý světu až do roku 1975, kdy francouzský velvyslanec Pierre Randi popsal tento jev ve francouzských novinách. Dnes se této události každoročně účastní téměř půl milionu zahraničních i domácích turistů. Doprovází ji místní festivaly, které zahrnují tradiční korejské kruhové tance, šamanské rituály na usmíření duší zemřelých, tradiční písně farmářů, písně z pohřebních ceremonií, ukázku psů Čindo, bubenické vystoupení a ohňostroje.
Ostrov má tři galerie, Sočun, Namčin a Sočhi, které obsahují sbírky malířů, kteří zde pracovali v průběhu posledních století.